# Ода Нобутака
Ода (Камбэ) Нобутака (織田 信孝?, 1558 — 19/21 июня 1583) — японский самурай и член клана Ода.

## Биография
Третий сын крупного японского полководца Оды Нобунаги (1534—1582). Его матерью была наложница по имени Сакаси (坂氏). Ода Нобунага вынудил клан Камбэ, управлявший средней частью провинции Исэ, усыновить своего сына Нобутаку. Он принял новое имя — Камбэ Нобутака (神戸信孝).
В 1568 году после завоевания провинции Исэ Одой Нобунагой Нобутака стал главой клана Камбэ и правителем замка Камбэ возле современного города Судзуки. Его старший брат Ода Нобукацу был усыновлен кланом Китабатакэ, который правил на большей части провинции Исэ.
В 1582 году Ода Нобутака был назначен отцом командующим армии в готовящейся экспедиции на остров Сикоку. Ему должны были помогать Нива Нагахидэ и Цуда Нобусуми, а также старший брат Ода Нобуюки. В июне того же года Ода Нобунага был убит в Киото своим восставшим военачальником Акэти Мицухидэ. Ода Нобутака двинулся из Сакаи на Осаку, где умертвил Цуду Нобусими (племянника Оды Нобунаги), который был женат на дочери Мицухидэ. Затем Ода Нобутака прибыл в провинцию Сэтцу, где присоединился к военачальнику Тоётоми Хидэёси, участвовал на его стороне в битве при Ямадзаки.
На совещании в Киёсу Тоётоми Хидэёси, получивший поддержку большинства генералов Оды Нобунаги, назначил главой рода Ода малолетнего Хэдэнобу (Самбоси). Ода Нобутака получил во владение провинцию Мино, в которой раньше правил его старший брат Ода Нобутада. Затем он вступил в союз с военачальниками Сибатой Кацуиэ и Такигава Кадзумасу и начал войну против Тоётоми Хидэёси. В 1583 году Сибата Кацуиэ был разгромлен Тоётоми Хидэёси в битве при Сидзугатакэ, был блокирован в своём замке и вынужден совершить сэппуку. Ода Нобукацу, союзник Тоётоми, осадил своего брата Оду Нобукату в замке Гифу. Ода Нобутака вынужден был капитулировать и сдать крепость. В июне 1583 года под давлением Тоётоми Хидэёси и Оды Нобукацу он совершил ритуальное самоубийство (сэппуку).